# 信用照会端末

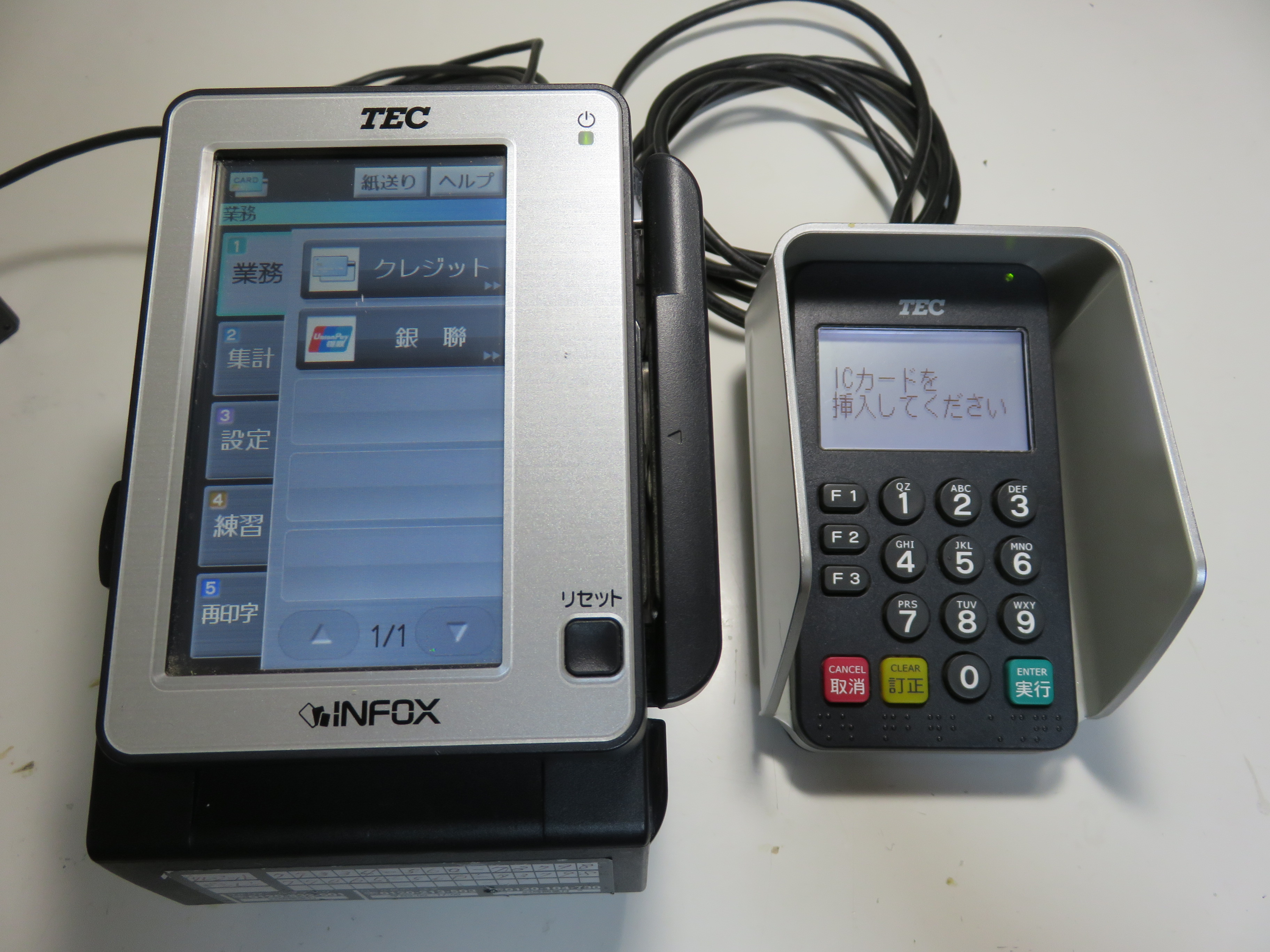
INFOXで使用されている東芝テックの信用照会端末 CT4100

信用照会端末（しんようしょうかいたんまつ、英語: Credit Authorization Terminal）は、クレジットカード加盟店で、カードの有効性を確認するため、カードの情報を信用照会（オーソリゼーション）センターなどへ問い合わせ、次いで決済する装置である。

## 概要
日本でCATと土台となるネットワーク網CAFISが登場する1980年代前半まで、クレジットカードを用いて加盟店で買い物する際は、インプリンタにクレジットカードと複写式売上伝票を挟み、カードの凸凹状に刻印された番号や会員名義など（エンボス）を店員が転写し、金額・署名の記入後に、売上を取り纏めるカード会社（アクワイアラ）へ郵送しなければならなかった。
しかしながら、この手法では偽造クレジットカードなど不正なカードか否かは、高額取引による電話承認を行わなければ見抜けない事（重過失が無く不正使用された場合はカード会社側の負担となる）と、アナログ的なやりとりに時間を要するため、百貨店などでの高額商品の購入程度にしか、クレジットカードは普及せずにいた。
情報通信技術が進化し、クレジットカード発行会社（イシュア）各社のホストコンピュータを横断的に接続したCAFISへオンライン通信することで、カードの有効性が即時確認できるCATが登場し、カード決済時のセキュリティと利便性は大幅に向上することになり、バブル景気の消費拡大のタイミングも合わさり、クレジットカード加盟店のインフラストラクチャーは一挙に拡大する事になる。その後、1990年代から現在にかけて、書店・飲食店・美容院などの専門店や、コンビニエンスストアやスーパーマーケットなど加盟店が飛躍的に増加し、日常生活に浸透したクレジットカードの利用には、必要不可欠なインフラストラクチャーとなっている。
当初は、内蔵モデムを一般加入電話の回線交換方式で、ダイヤルアップ接続する形態しかなかったため、CAT端末を使用しても信用照会には2分近く時間を要したが、1990年後半からは専用線やISDN回線、DoPa（パケット通信）、2000年代からはブロードバンドルーター経由でADSLや光ファイバーでブロードバンドインターネット接続し、独自のIP-VPNでデータ暗号化を保ちながら高速通信する方式が登場し、加盟店のランニングコストの低減に貢献している。
端末の入手・設置にはアクワイアラあるいはクレジットカード決済代行会社と加盟店契約を締結することで、購入・貸与を受けることができるが、譲渡は禁止されている。
2000年前後にはキャバクラなど風俗色の強い店を中心に、旧型の端末を分解し基板上にスキマー機能を取り付ける細工を施し、実際に使用した真正なカード番号を基に、偽造クレジットカードを作成して不正使用する事件が発生したことがあった。このため、全てのCAT/CCT端末には、機器分解の痕跡が確認できる様に「封印シール」が貼られている。
百貨店・ショッピングセンター・コンビニエンスストア・スーパーマーケットや家電量販店など各種量販店では、本項で述べるCAT/CCT端末ではなく、POSレジに機能が組み込まれている。
商品小計の画面でクレジットカード決済のキーを選択し、カードリーダーにカードを読み取らせ、支払金額や支払回数を入力して実行キーなどを押すと、CAFISやハウスカードのオーソリゼーションシステムへ接続し、売上承認となった場合は商品の売上と共にクレジットカードの情報がPOSに記録され、発行される商品レシートにカード売上票もあわせて印刷されるようにしている店舗が多い。これは各店舗のPOSシステム内部にCAT/CCT装置に相当するシステムが構築されており、ストアコンピュータと共用の専用線で接続されているためであるが、回線が専用線であることもあり売上承認のレスポンスが早く、操作も簡便である等の利点が多い。同様の仕組みはJRみどりの窓口のマルス（私鉄の類似システムも含む）や航空会社の発券端末にも組み込まれている。
上記量販店における決済は2020年初頭まではPOSレジに付いている磁気リーダー（磁気スワイプ用の溝）にカードをスワイプする磁気決済のみで対応していたが、セキュリティ上の観点などから2020年3月までに店側の決済端末のIC義務化が打ち出され、従来のPOSレジに汎用のICリーダー（東芝TEC製のテンキー等）を接続したり、後述のCCT端末の内POS接続の機能がある端末自体を有線で接続して対応する店舗が多く見られた。POSレジが古く現行の連動型CCT端末に対応していない場合は、CCT端末を単独で設置したり、CCT端末導入と同時にPOSレジ自体入れ替えた店舗等もある。コンビニエンスストアのPOS端末は、チェーン毎の独自仕様でCCT端末を内蔵したものを開発して運用しており、別体のCCT端末は一部を除き見られない。
近年日本でも利用されるようになったクレジットカードの「タッチ決済」は、VerifoneやCastles Technologyといった海外メーカー製端末では古くからIC、磁気、タッチ決済の3面同時待ちが主流となっていたが、パナソニック、東芝テック、オムロンといった日本製端末では「NFCペイメント」や「コンタクトレス」等「クレジットカード」とは別のコマンドとなっている2面待ち（クレジットコマンドではICと磁気のみ）が主流であった。
2022年頃から国内各社も3面待ちが可能な新型端末をリリースする動きが活発になった。タッチ決済が別コマンドの従来の国内端末の場合、従業員側が操作方法や店自体が対応している事実を把握していなかったりといったトラブルも見受けられたが、3面待ち端末の普及でこれらの改善が期待される。　スーパーマーケットのセルフレジやコンビニエンスストアでは顧客が支払い方法を選択する方式もとられている。

## 種類

### CAT (Credit Authorization Terminal)
NTTデータが運営するCAFISと接続しているクレジットカード処理端末で、日本独自の規格である。クレジットカードの磁気ストライプを読み込み、CAFISを経由してクレジットカード発行会社へオンラインで問い合わせを行う。クレジットカード会社からの応答を元に、伝票を印字する。CATは以下の種類がある。
CAT
標準CAT、旧型CATとも呼ばれる。認証のみオンラインで行うが、売上決済機能がないため別途加盟店からカード発行会社へ伝票送付等の対応が必要。旧型の端末であるため、ICカードを読み取る機能がない。
S-CAT (Simple CAT)
簡易CATとも呼ばれる。CATをさらに簡易型としたもので、伝票印字機能がない。カード発行会社からの承認番号をディスプレイに表示する。
G-CAT (Gathering CAT)
CATの問題点を解決するため1993年に開発した、認証と同時に売上決済処理が可能な端末。1998年からJ-Debitも対応している。ICカードを読み取る機能がない。CAT・G-CATあわせて2003年11月末時点で約40万台利用されていた。

### CCT (Credit Center Terminal)

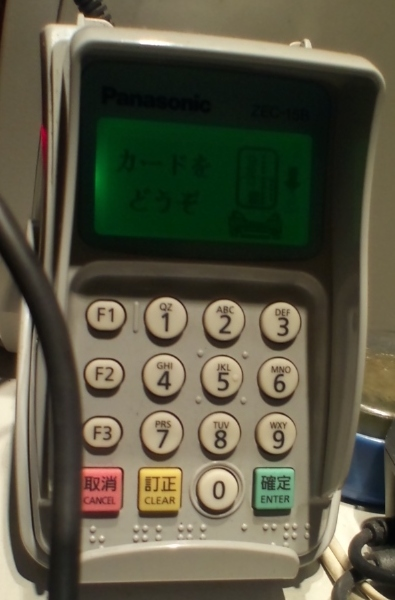
JET-S端末 (Panasonic ZEC-15)

各社独自のクレジットカード情報処理センターと接続し、それを介してCAFISと接続している信用照会端末。日本独自規格であるCATとは異なり、世界で標準化された規格である。後発の規格であるため、G-CATと同様に認証と同時にギャザリング（売上決済処理）が可能である。
2002年以降に導入された機種では、ICクレジットカードをPINパッドに差し込み、署名の代わりにテンキーで入力した暗証番号で認証する機能が搭載されているものが多く、FOMAの無線パケット通信を用いた可搬ハンディ端末も存在する。以下に、主なCCTの種類を記述する。
製造メーカーとして、NECインフロンティア、パナソニック（旧:松下通信工業）、東芝テックの3社が複数の決済センターに対応した機種（基本的な外観・操作手順は共通）をアクワイアラやクレジットカード決済代行会社を通じて加盟店へ発売・リースしている。

### 現行でサービス展開されている端末（決済ネットワーク）
INFOX（インフォックス）
NTTデータが運営するINFOX-Netと接続している端末で、1999年にサービス開始された。日本国内では現在三井住友カード、VJA各社、クレディセゾン、イオンクレジットサービスをメインの売上取り纏め会社（アクワイアラ）とする加盟店に多く設置されている。加盟店契約のうえ、端末にFeliCaリーダ/ライターを接続する事でiDやSuicaショッピングサービス決済などほとんどの非接触式電子マネーに対応する。製造メーカーは上記3社のほかに、決済ネットワーク運営元であるNTTデータ製の端末も存在する。2019年11月現在では、約81万台設置されている。
JET-S（ジェッツ）
ジェーシービー子会社の日本カードネットワークが運営するCARDNETと接続している端末で、1996年にサービス開始された。日本国内では現在ジェーシービー、三菱UFJニコス、UCカード、トヨタファイナンスをメインの売上取り纏め会社（アクワイアラ）とする加盟店に多く設置されている。ロイヤルホールディングス各店、佐川フィナンシャルのeコレクトなどで使用されている。製造メーカーは上記3社の他に日立オムロンターミナルソリューションズ（旧:オムロン）、富士通と、インジェニコが製造する小型モデル「JET-MOBILE」もある。（JET-MOBILE旧型は富士通）加盟店契約のうえ、端末にFeliCaリーダ/ライターを接続する事でQUICPayやnanacoの決済に対応する。2019年11月現在では、約82万台設置されている。
ビューカード／Suicaショッピングサービス決済端末
JR東日本グループの駅ナカ（ルミネ、エキュート、アトレ、ブックガーデンなど）やJR東日本ホテルズ、駅レンタカー東日本、ジェクサースポーツクラブなどに設置されている。INFOXと使用機種は同一だが、クレジットカードのアクワイアラはJR東日本のみどりの窓口と同じSMC/UC/VIEWで、ビューカード以外はINFOX網を経由する。2003年のSuicaショッピングサービス試験運用当初から2006年頃までニューデイズは、クレジット決済機能を省いた専用端末を使用していたがPOSレジ直結のR/Wに移行した。現在もPASMO電子マネーに加盟する鉄道駅構内（フランチャイズ）のコンビニエンスストアや、かつてのam/pm（現在はファミリーマートに転換してPOSレジ直結化、運営にPASMO各社が関わっていない店舗ではR/WのPASMOロゴの上にSuicaのロゴを貼った店舗もある）などではクレジット決済を省いた同じ端末（POSレジ連動）が使用されている。
CREPiCO（クレピコ）
セイコーインスツル子会社のセイコーソリューションズ（旧エスアイアイ・データサービス）が運営する決済システム専用端末で、独自網を経由してCAFISと接続している。タクシー（東京無線、チェッカーキャブなどの大都市圏の各社、自社無線エリアの飛鳥交通グループなど）を中心に採用されており、メーター運賃（タクシーメーター連動型ではETC通行料を含む）が端末に自動的に打ち込まれる（ETCのない有料道路代等は別途手入力する事で合算決済が可能）。製造メーカーはモバイル型がセイコーソリューションズ、タクシーメーター連動型は二葉計器。2019年11月現在では、約13万台設置されている。
GMO-FG
GMOインターネットグループのGMOフィナンシャルゲート（旧シーオーシー）が運営する決済システム専用端末。1台完結の小型端末を主力としており、2016年から導入されている台湾Castles Technology製の端末は北國銀行が開拓を行った加盟店で使用されているほか、イケアの日本国内各店舗でPOSレジに接続されている端末もGMO-FGの決済網に接続されている。2019年11月現在では、約3万台設置されている。
CAFIS Arch
NTTデータが運営するクラウド型総合決済プラットフォーム。INFOXセンターを経由して決済されるので、従来のINFOX端末とほぼ相違ない印字内容・印字レイアウトのレシート（お客様控え）が印字される。端末のメーカー、ラインナップが豊富で、CASTLES TECHNOLOGY社製ではスマートフォン型のSaturn 1000 E（専用クレードルと合わせることで据え置き型にできる）とPOSレジ接続専用のSaturn 1000 L、パナソニック製では従来型の据え置き型端末JT-C31B、モバイル一体型（ハンディ型）で日本郵便などで採用されているJT-C52のほか、キヤノンマーケティングジャパン製で、スマートフォン連動型のPINパッド端末CA-P1が存在する。（Airペイや楽天ペイ端末のようなサービス）
Payoss（ペイオス）
端末の機種名はP400。
寺岡精工とアメリカの端末大手「ベリフォン」が共同開発したクラウド型マルチ決済端末で、寺岡決済ゲートウェイセンターを経由する。Visa、MasterCardのほか、交通系電子マネー、iD、楽天Edy、nanaco、WAONに一括対応。JCB等のブランドは直接加盟店契約を結ぶ必要がある。
KAZAPi（かざっぴ）
株式会社エム・ピー・ソリューションがNEC出資の元運営しているサービス。従来は電子マネー専用端末のMRL-010RW、MRL-010KPが主流だったが、現在はクレジットカードにも対応するモデル、S920も登場している。クレジットカード対応モデルは国際5大ブランドに対応、電子マネーは交通系電子マネー、iD、楽天Edy、nanaco、WAONに対応する。電子マネー専用モデルでは札幌の交通機関専用のSAPICAも使用可。
PAYGATE Station（ペイゲートステーション）
大和ハウス工業グループのロイヤルゲート社から出ている端末。Androidベースのマルチ決済端末で、クレジットカード、電子マネー、QRコード決済に対応。更に、Ponta、dポイント、楽天スーパーポイントの共通ポイントにも一括加盟。オプションサービスとして、大和ハウスの契約・精算サービスも扱っている。
得タク端末
モバイル・コマース・ソリューション社がタクシー向けに売り出している決済端末。旧型は地方のタクシー会社で多く採用されているMCS-2590Fという白色ボディのハンディ端末機で、クレジットカード決済だけでなく大手のポイントカード用端末の役目も果たしている。古くから使われており、磁気決済に対応。同社の新型端末はマルチ決済対応のMCS-TX01という黒色の縦に長いハンディ端末機で、クレジットカード、電子マネー、QRコード決済に対応する。OSはAndroidだが、カラーディスプレイとテンキーという従来のモバイル型CCT端末の造りとなっている。タクシーメーターと連動する機能もあり、タクシー用モバイル型端末として売り出している。
JapanTaxiタブレット 決済機付きタブレット
日本最大のタクシー配車アプリ『JapanTaxi』を展開するJapanTaxi株式会社（株式会社Mobility Technologies）が独自開発したタクシー専用の端末。主に助手席の背もたれの裏に設置され、左後部座席に座った乗客が操作できるようになっている。フルカラーのタッチパネルで乗客自身で決済方法の選択から、カードの挿入、暗証番号の入力といった一連の操作が出来るように設計されており、走行中には広告が放映される。各種クレジットカード、銀聯、交通系、電子マネー、主要QRコード決済まで幅広く網羅しており、日英中韓の4言語表記にも対応。18年7月から全国展開を開始し、東京都内では約4500台のタクシーに設置されている。
mpos
ANA DIGITAL GATE社が提供するマルチ決済サービス。Castles Technology社の端末「MP200L」がタブレットやスマホの決済アプリと合わせて使うPINパッド端末の立ち位置で、下記ポータブル型決済サービスのイメージに近い。他にも、コード決済での利用シェアが高いSUNMI社の「P2PRO」や、単独型CAT端末としての契約・利用も可能なVEGA3000シリーズ、自動券売機用のUPT1000といった様々なニーズに応えた端末ラインナップが特徴。
iRITSpay
株式会社アイティフォーが運営するiRITSpay Cloud決済センターに接続して決済する端末。Castle Technology社のVEGA3000をベースとして様々な決済に対応するほか、Android型端末のSATURN1000F2も登場している。
Incredist Trinity
フライトシステムコンサルティング社が開発したマルチ決済端末。同社からリリースされていたスマートフォン・タブレット連動決済用の小型PINパッド端末「Incredist Premium」と、「Dock Station」を組み合わせた端末の総称が「Incredist Trinity」で、「Incredist Premium」を「Dock Station」にセットすることで一般のCCT端末と同等のタッチスクリーン・レシートプリンター・PINパッドが一体化された状態になる。「Incredist Premium」単体の場合はAirペイのようにスマートフォンやタブレット端末を店舗側で用意する必要があったが、「Incredist Trinity」として導入して必要がなくなった。クレジットカード (IC, MS, NFC)、国内の電子マネーの他、最近では加盟店や対応端末が減少しているJ-Debitにも対応している。

stera
三井住友カードがGMOペイメントゲートウェイ、ビザ・ワールドワイド・ジャパンの2社と協業して運営する。
- stera terminal

2020年7月6日から店舗での稼動開始。大手カード会社の端末としては初のAndroidを採用し、店員側、客側ともにボタンがなく双方にフルカラーのタッチパネルが設置されている。クレジットカード・電子マネー・QRコード決済に1台で対応可能な他、別途アプリケーションをインストールすればこれ自体をPOSレジとして使うことも可能。2020年7月6日以降、コロワイド、サイゼリヤ、ワタミ、トモズなどが順次同端末を設置していく。
- stera mobile

steraシリーズに新たに登場した5.0インチカラータッチパネル搭載の小型端末。
GMO-FG、TMNと協働開発したTMNのUP-T10をベースとしクレジットカード、電子マネー、QRコード決済に対応。
PayCAS
ソフトバンクグループのSB C&S株式会社が運営するサービス。
- PayCAS Terminal[35]

Verifone社の端末P400とV200cの2つから選択可能。P400はPOSレジや精算機連動型として導入可能で、V200cは据え置き型として単独導入が可能。1台でクレジットカード、電子マネー、QR決済に加盟できる。
- PayCAS Mobile PAX社のA920をベースにソフトバンクのSIMを搭載し、有線LANやWi-Fiがない場所でもソフトバンクの圏内であれば決済・通信が可能となっている。QR決済は申込み時にCPM（利用者提示型）、MPM（店舗提示型）の2つから選択する。

テクノホライゾン社の端末
- FP-1

中日諏訪オプト電子 ファインフィットデザインカンパニー（現・テクノホライゾン）が開発したマルチ決済端末。１台でクレジットカード、電子マネー、QRコード決済、ポイントサービスに対応。大型の本体とMiura Systems社製のPINパッドにて各決済サービスに対応する。端末本体にはICカード、磁気カードを読み取る機能はないが、NFCには対応しているのでMiura Systems社製のPINパッドを導入しない場合は「タッチ決済」のみクレジットカードに対応できる。
- TM-P1000

ハウスポイントカード端末機能と、クレジットカード (MS, NFC) に対応。端末単独では、カード決済では一般的なIC差し込みには対応していないが、上記のFP-1同様Miura Systems社製のPINパッドを接続する事も可能な模様。
アナザーレーン社の端末
上記の他に中小の決済代行会社が日本には多数あるが、実質JET-Sと接続している等内容が被る部分がある為割愛。ただし、アナザーレーン社は独自展開していた日本ポステック社のJPT端末事業を吸収合併した経緯がある為記載する。
基本的な内容は、下記のサービスが終了した端末内の「JPT」の項目も参照。
アナザーレーン社に引き継がれてからは、据え置き型ハンディ端末のE530、Wi-Fi・docomoの4G回線で接続するハンディ端末のE850、AndroidOS内蔵でフルカラータッチパネルのA8の3機種から展開している。
また、CAT端末のサービスとしては異例の継続課金決済も可能。2回目以降の継続課金の設定を端末上で設定可能となっている。

### サービスが終了した端末（決済ネットワーク）
C→REX（シーレックス）
JTBが運営する端末で、独自網を経由してCARDNETと接続している。JTBグループ販売店（旅行代理店窓口）、JTB協定あるいは全国旅館生活衛生同業組合連合会加盟のホテル、旅館、観光地の売店（土産物店）、ダイヤスタンプ加盟店を対象に営業活動を行っており、とりわけJTBのカウンターでは全てこの端末が使われ、ジェイデビットにも対応している。レシートのレイアウト（印字内容）は上部のロゴ以外JET-S端末とほぼ相違が見られないが、基本的に加盟店名が半角カタカナでしか表記できないJET-S端末に対し、C→REX端末では全角の漢字、かな表記が可能となっている。2019年11月現在では、約1万台設置されている。2023年夏以降、端末を全てをsteraに置き換えることを発表しており、2024年3月までに既存のC→REX端末の取り扱いを終了する予定。
SG-T
VISAインターナショナルとクレディセゾン、ユーシーカード、ダイエーOMC、DCカード、ミリオンカード、住友クレジットサービスらの合弁で1995年に設立された株式会社ジー・ピー・ネットが運営するGPnetと接続している端末。日本国内では現在の三菱UFJニコスを売上取り纏め会社とする加盟店に多く設置されていた。製造メーカーは日立オムロンターミナルソリューションズ（旧:日立製作所）、フランスのインジェニコ。日立製端末については、端末にFeliCaリーダ/ライターを接続する事でSmartplus、Visa TouchやEdyの決済に対応する。2016年3月にサービスを終了し、J-Mupsなどへの移行が行われている。
J-Mups（ジェイマップス）
Joint Multi Payment Processing System。
三菱UFJニコス (MUN) とJR東日本メカトロニクス (JREM) が共同開発し、MUN→JCN（MUNも出資）およびJREMで運営する決済サービスで、2012年8月に開始。インターネット接続を介したクラウドコンピューティング上にCCTの機能を置き、高速なクレジット売上承認を可能とするとともに柔軟な拡張性を有している。加盟店契約によりクレジットカードのほか、交通系電子マネー、iD、楽天Edy、QUICPay、nanaco、WAONに対応。2015年7月から導入されている端末はパナソニック システムソリューションズ ジャパン (PSSJ) とJREMの共同開発で、5インチのフルカラータッチパネルディスプレイで操作を行う。
2024年2月末でサービス終了、3月末を以ってJ-MupsセンターはCARDNET-Cloudセンターに統合される。
JPT
日本ポステックが運営し、自社の決済処理データセンターを経由して決済する端末。国際５大ブランドのほか、一部端末では中国銀聯にも対応する。LANやWi-Fiで接続するE530、ソフトバンクの3G回線で接続し、中国銀聯にも対応するE550、スマートフォンやタブレット (コンピュータ)とBluetoothにて接続し、中国銀聯にも対応するM36などの端末がある。また、E530、E550は前期モデルがモノクロ液晶、後期モデルがカラー液晶である。サービス開始初期リリースの端末は、香港PAX Global社製の端末S90をJPT仕様にしたJPT-S90であり、本家端末では液晶の左下にPAX社のロゴが印字されているが、JPT版ではそこにJPTロゴが印字されている。
2023年4月に決済代行大手のアナザーレーン社と合併し、PAX Global社製端末を中心としたCAT端末決済を引き継いだ。
さっとシステム
さっとシステム株式会社が開発したタクシー専用の端末で、オンライン決済とオフライン決済の2つの方法を利用できる。オンライン決済の場合はINFOX-Netと接続して決済し、オフライン決済の場合はタクシー会社にある収集機（親機）で売上データを取りまとめ、さっとシステム決済センターを経由してCAFISに接続している。無効カード等で決済不可となった「不良カードデータ」はさっとシステム決済センターからタクシー会社に送信される。端末の種類は、オンラインとオフライン両方の機能があるPPS-500とPPS-600（後者はポイント・プリペイドカード機能もあり。）、旧型でオフライン決済のみのPPS-101の3種類ある。PPS-101は近年のCCT端末にしては珍しく、紫色のインクでドット印字される古いレジスターに見られるタイプのレシートが印字される。（初期の端末に見られた3枚重ねの伝票タイプではなく、1枚の普通紙ロール紙にドット印字されるタイプ）

### ポータブル型決済サービス
タブレットやスマートフォンに決済サービスのアプリを導入し、小型のカードリーダーと連動させることでクレジットカード決済や電子マネー決済を可能としたサービス。カードリーダーとしては、MIURA SYSTEMS社製の小型PINパッド端末「M010」が多く使われている。
日本国内の調査では、小規模店舗経営者の76%超がこれらポータブル型決済サービスの操作性を「直感的」で使いやすいと評価しており、セットアップの容易さやスマートフォン感覚の操作性が高く評価されている。一方で、一部には“エラー時の対処が分かりにくい”など改良を求める声もある。
店舗の申込内容や審査結果によっては、電子マネー決済に対応しているサービスでもクレジットカードのみ扱っている場合や、クレジットカードはVISA、Masterのみ対応という加盟店も存在する。
上記PINパッド以外に、オプションでレシートプリンターも導入出来るがこれは加盟店の義務ではなく、「お客様控え」を希望の顧客にメールで送信する事が可能である。
Airペイ
リクルートが提供する決済サービスで、オダギリジョー出演のCMで知られる。クレジットカードや電子マネー決済が可能で、クレジットの分割払いは不可。AirペイアプリはiPadおよびiPhoneのみ対応しているので、Android端末ではサービスを利用出来ない。QRコード決済に対応できるAirペイQRというサービスも存在。
STORES 決済（旧Coiney）
STORES 株式会社が提供する決済サービスで、旧サービス名および会社名はCoiney。アプリはiPhone等iOS端末とAndroid端末にも対応しており、クレジットカードや電子マネー決済に対応している。QRコード決済は2023年8月現在中国で主流のWeChat Payのみ対応。
Square
米国Square社が開発した決済サービスでカードリーダーは独自の物を利用している。端末の詳細は下記。
- Square Reader

米国Square社が開発したクレジットカード決済端末。2010年に米国で稼働を開始し、2013年には三井住友フィナンシャルグループと提携し日本でも利用できるようになった。Reader単体のみでは利用することができず、別途iOS端末もしくはAndroid端末にアプリストアからSquare POSアプリをインストールし設定を行うことで決済を受け付けることができるようになる。Readerにはいくつかタイプがあり、POSアプリがインストールされた端末のイヤホンジャックに挿して使う磁気ストライプ専用リーダー、磁気・ICチップリーダー、およびBluetoothで接続し独立して持ち運ぶことのできるICチップ・非接触リーダータイプがある。日本国内では2020年8月から電子マネー交通系IC・iD・QUICPayの3種に追加対応し、審査に通過した上で非接触リーダーを利用していれば電子マネー決済も可能となった。
- Square Terminal

2021年3月にSquare社が発売した新型の端末。前述のタブレットやスマートフォンと合わせて使う端末ではなく、タッチパネル（テンキーの役割）、レシートプリンター、ICカードスロット、磁気ストライプリーダーが一体となった従来のCCT端末に準ずる造りをしている。NFC（タッチ決済）にも対応。汎用製品の58mm幅よりも狭い57mm幅の専用ロール紙を採用している。
- Square Stand 
決済機能があるiPad専用のスタンド。右側に接触および非接触のカードリーダーが内蔵されており、iPadを左側から取り付けて決済機能付きのPOSレジとして使う事が可能。クレジットカードと電子マネーに対応しているが、クレジットカードはICとNFCのみで磁気決済には対応していない。

楽天ペイ実店舗決済（旧楽天スマートペイ）
楽天が展開する決済サービスで、サービス開始当初の名称は楽天スマートペイ。その後は、同社のQRコード決済サービス等を総称して「楽天ペイ」と呼ぶようになったため、旧楽天スマートペイにあたる決済端末サービスの方は「楽天ペイの実店舗決済」という立ち位置になっている。クレジットカードや電子マネー、インバウンド決済（中国のWeChat PayやAlipay）に対応。決済端末は長らく小型PINパッド「M010」をタブレットやスマートフォンの決済アプリと連動して使う物のみの扱いだったが、一体型端末である楽天ペイターミナルの扱いも開始した。
楽天ペイターミナルは上記Square社のSquare Terminal同様に、これ1台で決済からレシート印刷まで可能。
Times PAY
コインパーキング「タイムズ」で知られるパーク24株式会社が提供する決済サービスで、クレジットカードと電子マネーに対応。
通常、この手のサービスはPINパッドやレシートプリンターのみ提供する事が多いが、Times PAYでは決済専用タブレット端末、カードリーダー（M010）、レシートプリンターの3点セットで提供される。その為、自前のタブレットやスマートフォンを使う事は出来ない。
USEN PAY
USENが提供する決済サービスで、クレジットカードと電子マネーに対応。USEN PAY QRを導入してPayPay等のQRコード決済に対応する事も可能。端末は、専用端末をレンタルするか、自前のiOS端末にアプリを入れて利用する事も可能。Android端末は前述の専用レンタル端末のみで、一般のAndroid端末には未対応。
JET-Smart
決済代行大手のリンク・プロセシング社が提供するポータブル型のJET-S端末。iOSやAndroid端末にアプリを導入して日本カードネットワークのJET-S端末として利用できる。クレジットカードに対応。
Anywhere mPOS
決済代行大手のリンク・プロセシング社が提供する決済サービス。クレジットカードの他、Jデビットやハウスプリペイド等にも対応可能。アプリ操作側の端末としては、iOS端末、Android端末はもちろん、Windows 10にも対応している。
おでがるPay
JMSが提供する決済サービス。クレジットカードと電子マネーに対応しており、iOS端末に対応している。